# 被覆空間

被覆写像 p : Y → X によって底空間 X の開集合 U は被覆空間 Y の同相な開集合 S_{1}, S_{2}, S_{3}, … によって「均一に被覆」されている。

数学、特に代数トポロジーにおいて、被覆写像(covering map)あるいは被覆射影(covering projection)とは、位相空間 C から X への連続全射 p のうち、 X の各点が p により「均一に被覆される」開近傍をもつものをいう。厳密な定義は追って与える。このとき C を被覆空間(covering space)、X を底空間(base space)と呼ぶ。この定義は、すべての被覆写像は局所同相であることを意味する。
被覆空間はホモトピー論、調和解析、リーマン幾何学、微分幾何学で重要な役割を果たす。たとえば、リーマン幾何学では、分岐は、被覆写像の考え方の一般化である。また、被覆写像はホモトピー群、特に基本群の研究とも深く関係する： X が十分によい位相空間であれば、X の被覆の同値類の集合と 基本群 π1(X) の共役な部分群の類全体との間に全単射が存在する（被覆の分類定理）。

## 定義
位相空間 C から X への連続全射 p : C → X が被覆写像であるとは、すべての点 x ∈ X に対し x の開近傍 U が存在し、逆像 p−1(U) が共通部分をもたない C の開集合の和集合で表され、各開集合が p の制限写像により U と同相であることをいう。このとき C を被覆空間、 X を底空間という。被覆写像や被覆空間のことを単に被覆と呼ぶこともある。
底空間の点 x における逆像 p−1(x) は x 上のファイバーと呼ばれ、離散空間となる。
定義中に現れる点 x の特別な開近傍 U は、均一被覆近傍と言う。均一被覆近傍は、空間 X の開被覆となる。均一被覆近傍 U の C における同相なコピーを、U 上のシートと言う。一般に図示するときには、被覆空間 C は底空間 X 上に「浮いて」いて、 p が「下向き」に写像し、U 上のシートは、U の「真上方向に水平に積み重なって」いて、x 上のファイバーは、x の「真上」にある C の点であることが多い。特に、被覆写像は局所的には自明である。このことは局所的には、均一被覆近傍 U の逆像 p−1(U) の U × F の上への準同型 h が、各々の被覆写像が射影と同型であることを意味する。ここに F はファイバーであり、局所自明化条件、つまり、U の上への U × F から U の上への射影 π : U × F → U に対して、射影 π と準同型 h との合成は、前像 p−1(U) から U 上への写像 π ∘ h であり、従って、導かれた合成 π ∘ h は p に局所的に（p−1(U) の中では）等しい。

### 他の定義
被覆写像の定義では位相空間 C と X にある種の連結性を課すこともある。特に弧状連結や局所弧状連結を要請することが多い。実際、多くの定理はこれらの条件の下でしか成り立たない。被覆写像の全射性を要請しない場合もあるが、もし C が弧状連結で空でないならば全射性は他の公理から従う。

## 具体例
- すべての位相空間は恒等写像によって自明に自分自身を被覆する。

S^{1} は S^{1} の二重被覆である。

- 複素平面上の単位円を S1 と書く。すると、

p(z) = zn
により、写像 p : S1 → S1 は n 重被覆となる。
- {\displaystyle \mathbb {R} } は、単位円 S1 の普遍被覆である。指数写像

p(t) = exp(2πit)
により、写像 p : R → S1 は被覆で、S1 の各点は無限回被覆される。
- 位相空間 X が普遍被覆を持つことは、連結かつ局所弧状連結かつ半局所単連結であることと同値である。

- スピン群 Spin(n) は特殊直交群の二重被覆であり、n > 2 のときは普遍被覆である。従って、リー群の例外同型（英語版）(exceptional isomorphism)は、低次元のスピン群と古典リー群の間の同型を与える。

- ユニタリ群 U(n) は普遍被覆 SU(n) × R を持つ。

- n-次元球面 Sn は、実射影空間の二重被覆であり、n > 1 の場合は普遍被覆である。

- すべての多様体は、連結であることと向き付け不能であることが同値であるような向き付け可能二重被覆を持っている。

- 一意化定理は、すべての単連結なリーマン面はリーマン球面、複素平面、単位円板に共形同値であるという定理である。

- n 個の円のウェッジの普遍被覆は、n 個の生成子を持つ自由群のケイリーグラフ(Cayley graph)である、つまり、ベーテ格子である。

- トーラスはクラインの壷の二重被覆である。

- すべてのグラフは、二つ折りの二重被覆（英語版）(bipartite double cover)である。すべてのグラフは円のウェッジとホモトピー同値であるので、普遍被覆はケイレーグラフとなる。

- コンパクト多様体の同一次元の多様体への埋め込みは、いつも埋め込みの像の被覆である。
- 有限群のアーベル的な無限分岐被覆グラフは、結晶構造の抽象化したものとみなすことができる[5]。たとえば、抽象グラフとしてのダイアモンドの結晶構造（英語版）(diamond crystal)は、ダイポールグラフ（英語版）(dipole graph) D4 のアーベル的最大被覆グラフである。

## 性質

### 共通な局所的性質
- 任意の被覆 p : C → X は局所同相である[6]、つまり、すべての c ∈ C に対し、c の近傍 U ⊆ C と p(c) の近傍 V ⊆ X が存在し、U への p の制限が U から V への同相となっている。このことは、C と X がすべての局所的性質を共有していることを意味する。X が単連結で C が連結であれば、このことは大域的にも同じく成立して、被覆 p は同相である。
- p : E → B と p' : E' → B' が被覆写像であれば、(p × p')(e, e') = (p(e), p'(e')) により与えられる写像 p × p' : E × E' → B × B' も被覆写像である[7]。

### ファイバーの準同型
すべての x ∈ X に対し、x 上のファイバーは C の離散部分集合である。X 上の連結成分上で、ファイバーは準同型である。
X 連結であれば、離散空間 F が存在し、すべての x ∈ X に対し、x 上のファイバーは F に準同型であり、さらにすべての x ∈ X に対し、x の近傍 U が存在し、その逆像 p−1(U) は U × F と同相である。特に、x 上のファイバーの濃度（点の数）は、F の濃度に等しく、被覆写像 p : C → X の次数と呼ぶ。このように、すべてのファイバーが n 個の元を持つと、n-重の被覆と呼ぶ（n = 1 のときは自明な被覆といい、n = 2 のときは二重被覆といい、n = 3 のときは三重被覆と言う）。

### 持ち上げ
p : C → X が被覆で γ が X 内の経路（つまり、単位区間 [0,1] から X の中への連続写像）であり、c ∈ C が γ(0) の上の点（つまり、p(c) = γ(0)）ならば、γ 上の C のある経路 ρ （つまり、p o ρ = γ）が一意に存在し、ρ(0) = c である。ρ は、γ の持ち上げ（あるいは、リフト）と呼ぶ。x と y が X の連結な経路で結ばれている場合、この経路は、持ち上げの性質を通して、x 上のファイバーと y 上のファイバーの間の全単射を与える。
さらに一般的には、f : Z → X を 弧状連結で局所連結な空間 Z への X からの連続写像として、基点 z ∈ Z を固定し、f(z) の上にある点 c ∈ C（つまり、p(c) = f(z)）をとる。このとき、f の持ち上げ（つまり、連続写像 g : Z → C であって、p ∘ g = f, g(z) = c を満たす）が存在することは、基本群の間の誘導準同型(induced homomorphism) f# : π1(Z, z) → π1(X, f(z)) と p# : π1(C, c) → π1(X, f(z)) が、
を満たすことと同値である。
さらに、そのような f の持ち上げ g が存在する場合は、一意的である。

### 同値性
p1 : C1 → X と p2 : C2 → X が 2 つの被覆だとする。
(p1, C1) と (p2, C2) は、ある同相写像 p21 : C2 → C1 が存在し、p2 = p1op21 のとき、同値であると言う。これは同値関係である。被覆の同値類は、共役類に対応する。p21 が同相写像でなく被覆の場合には、
(p2, C2) は (p1, C1) を支配する(dominate)と言う。ここに、p2 = p1op21 である。

### 多様体の被覆
被覆は局所同相であるので、n-次元位相多様体の被覆は n-次元多様体である。（被覆空間が第二可算であることは、多様体の基本群がいつも可算であるという事実より証明することができる。）しかし、n-次元多様体で覆われた空間は、非ハウスドルフ空間かもしれない。例えば、C を原点を取り去った平面とし、X を全ての点 (x, y) を (2x, y/2) で同一視する。p : C → X が商写像とすると、f(x, y) = (2x, y/2) で生成される C への Z の作用は固有不連続(properly discontinuous)であるので、被覆である。点 p(1, 0) と p(0, 1) は X の中では切り離されるような近傍を持たない。
微分可能多様体の任意の被覆空間は、p （問題の被覆写像）を局所微分同相、つまり、ランク(rank)へ変えるような自然な微分構造を持っているかもしれない。

## 普遍被覆
連結な被覆空間が単連結のとき、普遍被覆(universal cover)という。普遍被覆の名称は、以下の普遍性という重要な性質に由来する。写像 q : D → X を X の普遍被覆とし、写像 p : C → X を X の任意の被覆とし、さらに、被覆空間 C が連結とすると、被覆写像 f : D → C が存在し、p o f = q となる。このことは、
「X の普遍被覆は、すべての X の連結な被覆を被覆する」
と言うことができる。
写像 f は、以下の意味で一意的である。x ∈ X を固定し、d ∈ D に対し q (d) = x で、c ∈ C に対し p (c) = x とすると、一意な被覆写像 f : D → C が存在し、p o f = q、かつ f (d) = c となる。
X が普遍被覆をもつならば、普遍被覆は本質的に一意である。q1 : D1 → X と q2 : D2 → X が X の 2つの普遍被覆とすると、同相写像 f : D1 → D2 が存在し、q2 o f = q1 となる。
空間 X が、弧状連結で、局所弧状連結であり、半局所単連結であるとき、そのときに限り、普遍被覆を持つ。X の普遍被覆は、X の経路の空間から構成することができる。
上に示した R → S1 は普遍被覆の例である。四元数と空間回転(quaternions and spatial rotation)に示されている四元数から三次元回転群への写像 S3 → SO(3) も、普遍被覆である。
X がさらに別な構造をもつ場合、普遍被覆も、通常その構造を引き継ぐ。
- X が多様体ならば、普遍被覆 D も多様体である。
- X がリーマン面ならば、普遍被覆 D もリーマン面で、p は正則写像である。
- X がローレンツ多様体（つまり、符号数 (p,1) の計量を有する擬リーマン多様体）ならば、普遍被覆 D もローレンツ多様体である。さらに、p−1(U) を、共通部分をもたない開集合の和集合で、各々の開集合が p により U と可微分同相とする。X が時間的(timelike)閉曲線を含むとき、X は時間的複連結である（いかなる時間的閉曲線も、任意の点と時間的にホモトープとなることができず、どの点も因果的に上手く振舞えないからである）。従って、そのような空間の（可微分）普遍被覆は時間的単連結（英語版）(timelike simply connected)である（時間的閉曲線を含まない）。
- X がリー群ならば（上記二つの例と同様）、D もリー群であり、p はリー群の準同型である。この場合、普遍被覆は普遍被覆群とも呼ばれる。普遍被覆群は、表現論と量子力学に重要な応用を持つ。普遍被覆群の通常の群表現 (D) は、元の（古典）群の射影表現（英語版）(projective representation) (X) だからである。

普遍被覆は、解析接続が自然にできる領域として、解析函数論で初めて登場した。

## G-被覆
G を位相空間 X 上の離散群(discrete group)の群作用とする。どのような条件のときに X から軌道 X/G への射影が被覆写像となるかとの問いは自然である。作用は不動点を持っているかもしれないので、これはいつも正しいとは限らない。例えば、(x, y) ↦ (y, x) というツイスト作用により、積 X × X 上への作用が、恒等元ではない位数 2 の巡回群が例である。このように X と X/G の基本群の間の関係の研究は、そうまっすぐには進めない。
しかしながら、群 G は X の基本グルーポイド(groupoid)上へ作用し、グルーポイド上への対応する群と対応する軌道を考えることで、最もうまく扱える。この理論は、以下の書籍 Topology and groupoids の第 11 章で定式化され、主要な結果は、普遍被覆を持つハウスドルフ空間 X 上の群 G の離散的作用に対し、軌道空間 X/G の基本グルーポイドは、X の基本グルーポイドの軌道グルーポイド、つまり、群 G の作用によるグルーポイドの商空間と同型ということである。これは計算を明確化し、例えば、空間の対称的な二乗積空間の基本群の計算に使われる。

## 被覆変換
被覆 p : C → X の被覆変換、もしくは、自己同型とは、p ∘ f = p であるような C 上の自己同相写像 f : C → C のことを言う。被覆 p の被覆変換の全体は、写像の合成に関して群を成し、被覆変換群(covering transformation group) Aut(p) と呼ばれる。被覆変換(covering transformations)はデック変換(deck transformation)とも呼ばれる。全ての被覆変換は、各々のファイバーの元を置き換える。このことは、各々のファイバー上で被覆変換の群作用を定義する。リフト（持ち上げ）の一意性により、f が恒等写像でなく C が弧状連結であれば、f は不動点を持たない。
ここで、p : C → X が被覆写像で、C が連結かつ局所弧状連結であるとする（従って、X もそのようになる）。各々のファイバーの上での Aut(p) の作用は、自由である。この作用があるファイバー上で推移的であれば、すべてのファイバー上で推移的であり、この場合を被覆は正規(regular)や正則(normal)、ガロア的と呼ばれる。全てのそのような正規な被覆は、主 G-バンドルであり、G = Aut(p) は離散位相群と考えられる。
全ての普遍被覆 p : D → X は正規であり、被覆変換群は基本群 π1(X) に同型である。
上記の p(z) = zn の例 p : C× → C× は、正規被覆であり、被覆変換は 1の n-乗根による乗法であり、従って、被覆変換群は巡回群 Cn に同型である。
他の例として、上記の p(z) = zn! の例 p : C* → C* も正規被覆であり、変換群の階層を持っている。実際、Cx! は、1 ≤ x ≤ y ≤ n に対し Cy! の部分群である。

## モノドロミー作用
再び、p : C → X を被覆写像とし、C （と、従って X も）連結で局所弧状連結であるとする。x が X の点で c が x 上のファイバーに属し（つまり、p(c) = x）、γ : [0, 1] → X が γ(0) = γ(1) = x である経路とすると、この経路は出発点を c にもつ C の一意の経路へ持ち上げることができる。この持ち上げられた経路の終点は、c である必要はないが、x 上のファイバーの中に属す必要がある。この終点は基本群 π1(X, x) の中の γ のクラスにのみ依存することが判明している。この形で、x 上のファイバーに π1(X, x) の右からの群作用を得る。これはモノドロミー作用(monodromy action)として知られている。
ファイバー上には 2つの作用が存在し、x : Aut(p) は左側より作用し、π1(X, x) は右側より作用する。これらの 2つの作用は次の意味で整合性を持っている。Aut(p) の中の全ての f と p−1(x) の中の全ての c と、π1(X, x)の中の全ての γ に対して、
{\displaystyle f\cdot (c\cdot \gamma )=(f\cdot c)\cdot \gamma } となる。
p が普遍被覆であれば、Aut(p) は自然に π1(X, x) の双対(dual)群と同一視できるので、π1(X, x) の双対群の作用は、x 上のファイバー上への Aut(p) の作用に一致する。Aut(p) と π1(X, x) とは、この場合は自然に同型となる（群はいつも自然に g ↦ g−1) を通して、双対と同型となる）。
p が正規被覆であれば、Aut(p) は自然に π1(X, x) の商に同型である。
一般に、（適切な空間に対しては、） Aut(p) は、p*(π1(C, c)) 上で π1(X, x) の中で p*(π1(C, c)) の正規化による商と、自然に同型となり、そこでは p(c) = x となる。

## 分類空間や群コホモロジーとの関係
X を任意の n ≥ 2 に対するホモトピー群 πn(X) = 0 と持つ連結な胞体複体(cell complex)とすると、X の普遍被覆空間 T は次のようにホワイトヘッドの定理(Whitehead theorem)を適用すると、可縮であることが分かる。この場合に X は分類空間であり、G = π1(X) に対し K(G, 1) である。
さらに、すべての n ≥ 0 に対し、胞体 n-鎖体 Cn(T) （つまり、n-胞体により T の中に与えられる基底をもつ自由アーベル群）は、自然に ZG-加群構造をも持つ。ここに T の n-胞体 σ と G の元 g に対し、胞体 gσ は、正確に g に対応する T の被覆変化による σ の変換に一致する。さらに、Cn(T) は、T の n-胞対の G-軌道の表現による自由 ZG-基底をもつ自由 ZG-加群である。この場合は、ε をアーギュメント写像(augmentation map)として、標準的なトポロジカルな鎖複体
{\displaystyle \cdots {\overset {\partial }{\to }}C_{n}(T){\overset {\partial }{\to }}C_{n-1}(T){\overset {\partial }{\to }}\cdots {\overset {\partial }{\to }}C_{0}(T){\overset {\varepsilon }{\to }}\mathbf {Z} }
は、Z の自由 ZG-分解(free ZG-resolution)である（ここの Z は、自明な ZG-加群構造を持ち、すべての g ∈ G とすべての m ∈ Z に対し gm = m となる）。この分解は任意の係数を持つ G の群コホモロジー(group cohomology)の計算に使うことができる。
群の分解を計算したりホモロジー代数の別の計算をするグラハム・エリス(Graham Ellis)の方法は、J. Symbolic Comp. の彼の論文や以下にあげるウェブページに示されているように、普遍被覆の収縮するホモトピーとして、同時に帰納的に K(G) の普遍被覆を構成する方法である。この後者が、計算可能な方法を与えている。

## 一般化
ホモトピー論として、被覆空間の考えは、デック変換群が離散的である場合、あるいは同じことであるが、空間が局所連結空間の場合に、有益である。しかし、デック変換群は離散的ではない位相群なので、問題が発生する。ハワイアンリング(Hawaiian earring)のような、より複雑な空間を作る発展もあった。さらに詳細は、参考文献を参照。
これらの問題の多くは、ジェレミー・ズラザス(Jeremy Brazas)による半被覆(semicovering)の考えにより解決された（以下の参考文献中の論文を参照）。